# バーナード・ローズ
バーナード・ローズ（Bernard Rose,  1960年8月4日 - ）は、イギリスの映画監督、脚本家。ロンドン出身。
『キャンディマン』のようなホラー映画から、『不滅の恋/ベートーヴェン』、『アンナ・カレーニナ』のようなドラマ映画まで幅広い映画を撮っている。その多くで脚本も手がける。

## 主な作品
- マネー・ウォーズ Smart Money (1986)
- ペーパーハウス/霊少女 Paperhouse (1988)
- ハマースミスの6日間 Chicago Joe and the Showgirl (1990)
- キャンディマン Candyman (1992) 兼脚本
- 不滅の恋/ベートーヴェン Immortal Beloved (1994) 兼脚本
- アンナ・カレーニナ Anna Karenina (1997) 兼脚本
- スナッフ動画サイト Snuff-Movie (2005) 脚本も
- クロイツェル・ソナタ The Kreutzer Sonata (2008) 兼脚本
- SX TAPE セックステープ Sx Tape (2013)
- パガニーニ 愛と狂気のヴァイオリニスト The Devil's Violinist (2013) 兼脚本
- フランケンシュタイン アダム・ザ・モンスター Frankenstein (2015) 兼脚本・撮影・編集
- サムライマラソン Samurai Marathon (2019)[1]